# Mooring (Kette)

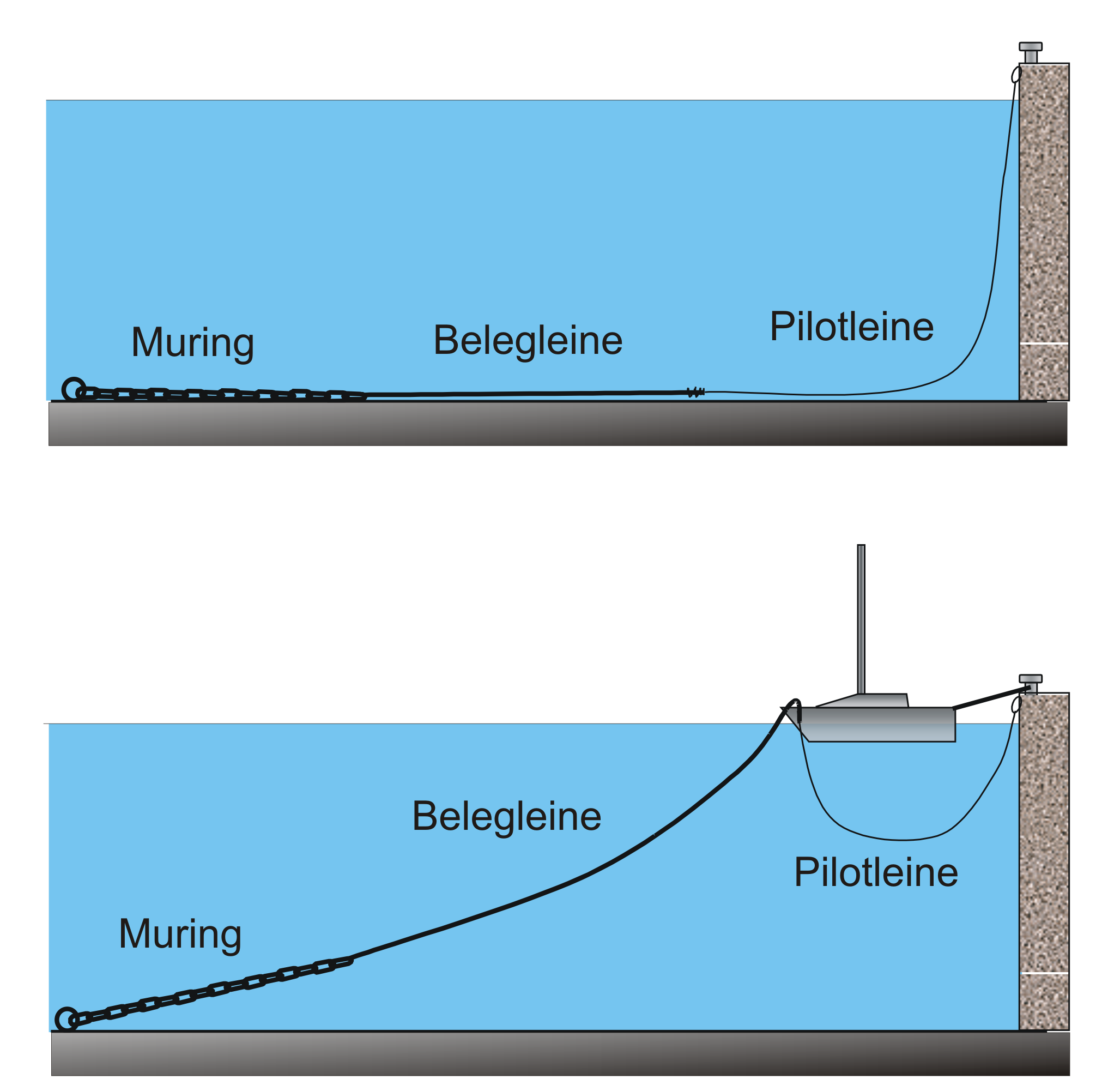
Mooring in einem Hafenbecken, wobei die Pilotleine an der Hafenmauer belegt ist (oben) und ein Schiff, das an dieser Mooring festgemacht hat (unten)

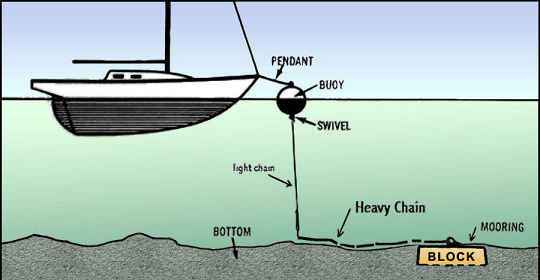
Skizze einer Boje, die die Verbindung zur Mooring bereithält

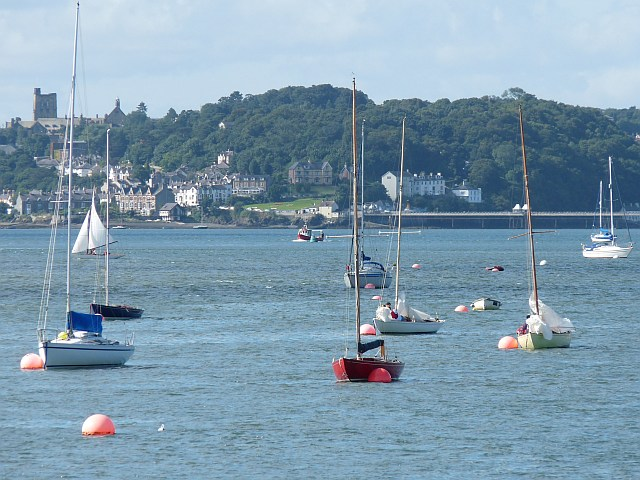
Yachten vor Mooring-Bojen

Eine Mooring (auch: Muring) ist eine Kette für das Festmachen von Booten und Schiffen in einem Hafen, einer Marina, an einer Mole oder Boje.
Die Mooring ist in der Regel mit ihrem einen Ende an einem Betonklotz, auch als Muringstein bezeichnet, einem Anker oder einer stärkeren, quer im Hafenbecken verlaufenden Kette (Mooringkette) befestigt, die am Grund des Hafenbeckens aufgespannt ist. Am anderen Ende der Mooring befindet sich eine Belegleine zum Belegen am Wasserfahrzeug. An der Belegleine wiederum ist eine sogenannte Pilotleine als Vorläufer befestigt. Die Pilotleine ist an Land belegt, so dass man sie vom Wasserfahrzeug aus aufnehmen kann. Alternativ kann die Pilotleine auch an einer Muringboje befestigt sein, die im Hafenbecken oder einer Bucht schwimmt.
Beim Rückwärts-Anlegen nimmt ein Mitglied der Besatzung die Pilotleine am Heck mit einem Bootshaken auf, zieht mit dieser die Belegleine aus dem Wasser und begibt sich mit ihr zum Vorschiff. Nachdem die Belegleine an einer Klampe auf dem Vorschiff belegt ist, wird sie durch Rückwärtsfahrt gespannt, erst dann werden die Achterleinen des Schiffes endgültig belegt. Beim Hantieren mit der Belegleine besteht Verletzungsgefahr durch scharfkantige Muscheln, die sich an der Belegleine festsetzen können, daher empfiehlt es sich, die Leine mit dem Bootshaken zu führen oder zumindest solide Handschuhe zu verwenden.
Im allgemeinen Sprachgebrauch wird die Kombination aus Pilot- und Belegleine als Mooring oder Mooringleine bezeichnet.
Eine Mooring-Boje hält eine Schlaufe oder einen Ring am Ende der Mooringleine über Wasser. Die Mooringleine läuft durch die Boje hindurch. 
Das weltgrößte Mooringsystem wurde mit über 1200 Mooring-Bojen von der ägyptischen Umweltschutzorganisation HEPCA im Roten Meer errichtet.

## Vorteile einer Mooring
Vor allem im Mittelmeer legen Sportboote üblicherweise rückwärts an, d. h. mit dem Heck zum Steg bzw. zur Mole. Stehen keine Moorings zur Verfügung, muss hierbei ein Buganker verwendet werden. Legen mehrere Sportboote nebeneinander an, können ihre Buganker oder Ankerketten ungewollterweise übereinander platziert werden, so dass sie sich beim Einholen des Ankers verhaken. Werden Moorings zur Verfügung gestellt, sind keine Buganker erforderlich, so dass Moorings den umgangssprachlich sogenannten „Ankersalat“ wirkungsvoll verhindern können.

## Nachteile einer Mooring
Beim Ablegen besteht die Gefahr, dass die Pilotleine durch den drehenden Propeller in die Antriebswelle des Schiffes gesaugt wird, so dass die Antriebswelle blockiert wird. Die Pilotleine wird dabei üblicherweise derart fest um die Antriebswelle gewickelt, dass ein Taucher längere Zeit benötigt, um die Pilotleine wieder aus der Antriebswelle zu entfernen. Des Weiteren besteht die Gefahr, dass die Befestigung des Propellers auf der Antriebswelle beschädigt wird, so dass der Propeller sofort oder kurze Zeit später abgeschert wird. 
Besitzt die Propellerbefestigung auf der Antriebswelle keine Sollbruchstelle oder der Motor zudem keine Notabschaltung bei blockierender Antriebswelle, kann die Motoraufhängung beschädigt werden. Bei einem Saildrive-Antrieb kann in diesem Fall die Gummimanschette zerstört werden, so dass Wasser in das Schiff eindringt.
Beim Ablegen muss deshalb darauf geachtet werden, dass die Mooring frühzeitig vor dem Einkuppeln der Antriebswelle gelöst wird, so dass die Pilotleine bereits ausreichend tief abgesunken ist.